# Carla Gomes
Pour les articles homonymes, voir Gomes.
Carla Pedro Gomes est une informaticienne luso-américaine et professeure à l'Université Cornell. Elle est la directrice fondatrice de l'Institute for Computational Sustainability (en) et est connue pour son travail de pionnière dans le développement de méthodes informatiques permettant de relever les défis de la durabilité,. Elle a mené des recherches dans divers domaines de l'intelligence artificielle et de l'informatique, notamment le raisonnement par contraintes, l'optimisation mathématique et les techniques de randomisation pour les méthodes de recherche exactes, la sélection d'algorithmes, les systèmes multi-agents et la théorie des jeux. Son travail dans le domaine de la durabilité informatique (en) comprend la conservation écologique, la cartographie des ressources rurales et la reconnaissance de formes pour la science des matériaux,,.

## Formation
Gomes obtient sa maîtrise en mathématiques appliquées de l'université technique de Lisbonne en 1987 et son doctorat en informatique de l'Université d'Édimbourg en 1993,.

## Carrière et recherche
Après son doctorat, elle travaille au laboratoire de recherche de l'Air Force pendant cinq ans avant de rejoindre l'Université Cornell en tant qu'associée de recherche en 1998. Elle est directrice de l'Institut des systèmes d'information intelligents à Cornell de 2001 à 2008 et rejoint la faculté en 2003 en tant que professeure agrégée avec des nominations conjointes dans les départements d'informatique et de sciences de l'information, d'économie et de gestion appliquées et d'informatique. En 2008, Gomes reçoit une subvention de 10 millions de dollars de la National Science Foundation pour créer l'Institute for Computational Sustainability (en) afin de développer des méthodes informatiques pour la durabilité environnementale, économique et sociale. Elle devient professeure titulaire aux départements d'informatique, de sciences de l'information et à la Dyson School of Economics and Management en 2010. En 2011, elle est chercheuse invitée au Radcliffe Institute for Advanced Study. En 2022, elle codirige l'initiative Schmidt AI in Science à Cornell avec Fengqi You (en).

### Récompenses et honneurs
Gomes est élue membre de l'Association for the Advancement of Artificial Intelligence en 2007 « pour ses contributions significatives au raisonnement par contraintes et à l'intégration de techniques d'intelligence artificielle, de programmation par contraintes et de recherche opérationnelle ». Elle est élue membre de l'Association américaine pour l'avancement des sciences en 2013. Avec Bart Selman (en) et Henry Kautz (en), elle reçoit le Classic Paper Award 2016 de l'Association for the Advancement of Artificial Intelligence pour leur article de 1998 Boosting Combinatorial Search through Randomization, qui fournit « des contributions significatives au domaine du raisonnement automatisé et de la résolution de contraintes grâce à l'introduction de la randomisation et redémarre dans des solveurs complets". Elle est élue membre de l'Association for Computing Machinery (ACM) en 2017.
En 2021 elle est lauréate du prix Allen-Newell.

### Publications
- (en) Carla P. Gomes, « Computational Sustainability: Computational Methods for a Sustainable Environment, Economy, and Society », National Academy of Engineering, vol. 39, no 4,‎ 15 décembre 2009 (lire en ligne).